# Anna Radoń
Anna Radoń z d. Bachul (ur. 5 października 1924, zm. 8 czerwca 2001) – polska Sprawiedliwa wśród Narodów Świata

## Życiorys
Anna Radoń urodziła się 5 października 1924 r. jako najmłodsza córka małżeństwa Bachulów, Stanisława i Ludwiki. Miała sześcioro rodzeństwa: Janinę (ur. 1917), Romana (ur. 1918), Jana (r. 1928), Mieczysława (ur. 1929), Władysława (ur. 1920 lub 1922) i Marię (ur. 1920). Wspólnie z rodzeństwem wychowała się we wsi Osielec oraz Bystra blisko Makowa Podhalańskiego. W gospodarstwie Bachulów mieszkała również matka Ludwiki, Antonina Siwiec. Rodzina ukryła przed represjami wywiezioną z krakowskiego getta Sarę Glaser, córkę znajomej rodziny, Miriam Glaser. Dla zapewnienia dziecku bezpieczeństwa zostało ono nauczone katolickich modlitw i regularnie uczęszczało do kościoła. Anna Radoń wspólnie z matką i siostrą Marią sprawowała codzienną opiekę nad Sarą, która stała się pełnoprawnym członkiem rodziny na czas okupacji niemieckiej. Anna opiekowała się i ukrywała Sarę do momentu odebrania dziecka przez biologiczną matkę pod koniec okupacji, po wyjściu Miriam z obozu koncentracyjnego w Oświęcimiu. Glaserowe mieszkały później przejściowo we Wrocławiu, następnie w obozie przejściowym dla osób przesiedlonych w Hofgeismar w Niemczech, po czym wyemigrowały do Izraela. W 1987 roku ukrywana podczas okupacji niemieckiej Sarah Lea Yareach domo Glaser odwiedziła dom swoich dawnych opiekunów.
12 września 1990 r. Anna została uznana przez Jad Waszem za Sprawiedliwą wśród Narodów Świata. Razem z nią zostali odznaczeni jej rodzice Stanisław i Ludwika Bachulowie i rodzeństwo: Janina Siwiec z domu Bachul, Maria Rzeszutko z domu Bachul, Władysław Bachul, Mieczysław Bachul oraz Roman Bachul. Anna Radoń zmarła w 2001 r. i została pochowana na cmentarzu komunalnym w Bystrej.